# Musikalisches Opfer
Das Musikalische Opfer (BWV 1079) ist eine Sammlung von überwiegend kontrapunktischen Sätzen, die Johann Sebastian Bach drei Jahre vor seinem Tod schrieb. Alle Sätze beruhen auf einem einzigen Thema des preußischen Königs Friedrich II.

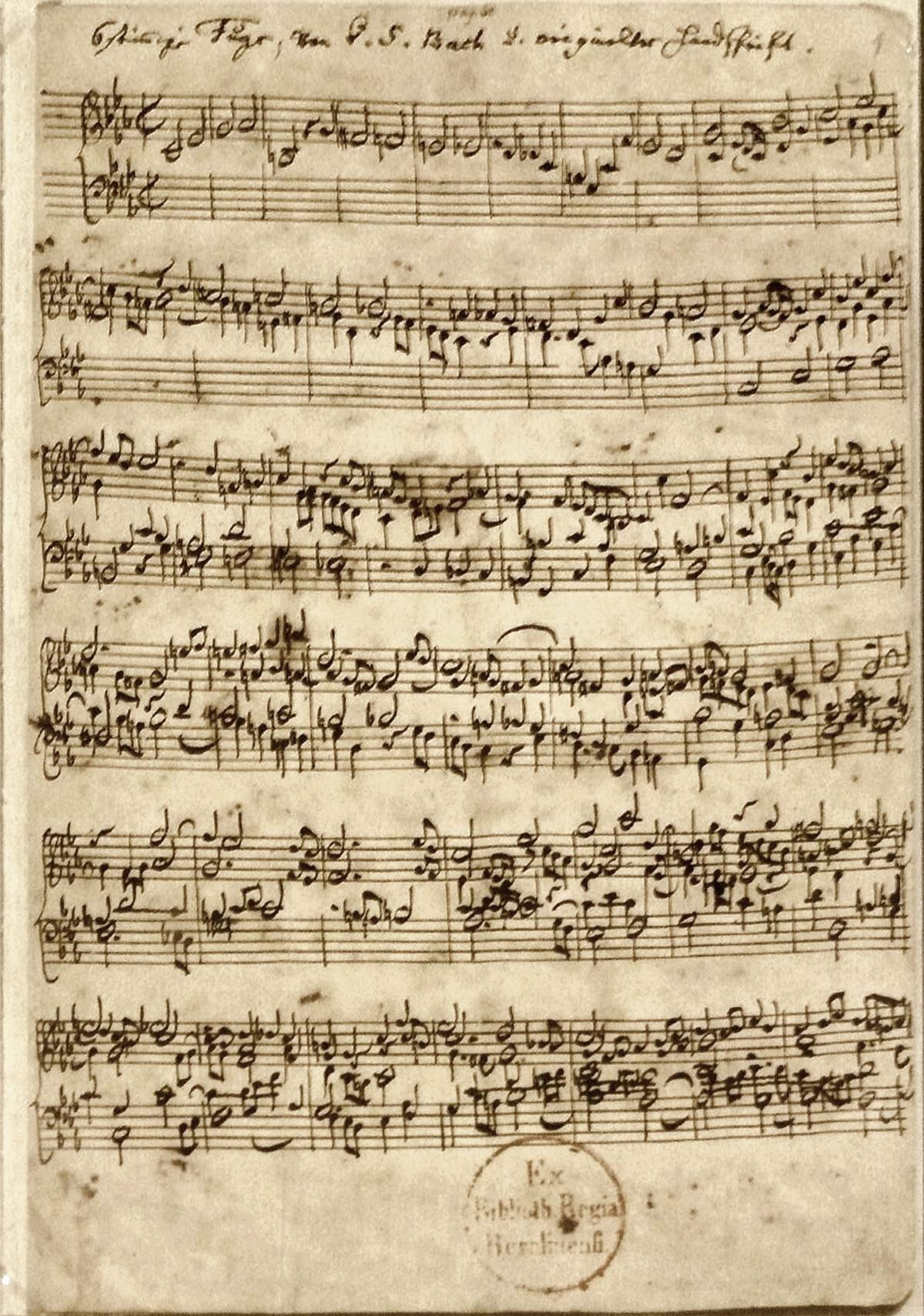
Anfang des sechsstimmigen Ricercars aus dem Musikalischen Opfer (Bachs Autograph)

Die Komposition gehört zum kontrapunktischen Spätwerk Bachs,
zusammen mit Werken wie den Kanonischen Veränderungen über Vom Himmel Hoch, den Vierzehn Kanons über die ersten Fundamentalnoten der Goldberg-Variationen und der Kunst der Fuge. Das Musikalische Opfer enthält
1. zwei in der Druckausgabe mit Ricercar überschriebene Fugen,
2. eine weitere Fuge, deren beide Oberstimmen im Kanon geführt sind,
3. eine Reihe kurzer, kunstvoll gearbeiteter Kanons (bis auf einen ohne Besetzungsangabe),
4. eine Triosonate für Traversflöte, Violine und Basso continuo, an deren vier Sätze ebenfalls noch ein Kanon angehängt ist.

## Entstehung
Das Werk entstand aus dem Besuch Bachs bei König Friedrich II. am 7. Mai 1747 im Potsdamer Stadtschloss. Bach war einer Einladung Friedrichs an dessen Hof gefolgt, wo sein Sohn Carl Philipp Emanuel als Hofmusiker tätig war. Über die Begegnung mit dem König berichteten die Berlinischen Nachrichten vom 7./8. Mai 1747. Demnach spielte Friedrich das Thema auf dem Fortepiano vor und forderte Bach auf, darüber eine Fuge zu improvisieren. Bach improvisierte eine dreistimmige Fuge, und zwar so meisterhaft, dass, „nicht nur Se. Majest. Dero allergnädigstes Wohlgefallen darüber zu bezeigen beliebten, sondern auch die sämtlichen Anwesenden in Verwunderung gesetzt wurden.“
Daraufhin fragte der König, ob Bach aus dem Thema nicht eine sechsstimmige Fuge machen könne. Erst hier musste Bach resignieren, versprach aber, dass er das Thema „in einer ordentlichen Fuga zu Papiere bringen, und hernach in Kupfer stechen lassen“ wolle.
Zurück in Leipzig arbeitete er das königliche Thema in je einer Fuge für drei und sechs Stimmen aus und fügte eine Anzahl von Kanons (ohne Besetzungsangaben) sowie eine Triosonate für Flöte, Violine und Generalbass hinzu, in denen das „königliche Thema“ ebenfalls erscheint. Die Flöte wählte er als „königliches Instrument“ aus, weil Friedrich II. ein begeisterter Flötist war. Am 7. Juli schloss er das Werk ab. Auf der Titelseite der ersten Druckfassung ist das Werk folgendermaßen bezeichnet: Musicalisches / Opfer / Sr. Königlichen Majestät in Preußen &c. / allerunterthänigst gewidmet / von / Johann Sebastian Bach. Das mit verziertem Initialbuchstaben und durch größeren Schriftgrad ausgezeichnete Wort Opfer, von welchem der voranstehende erklärende Zusatz Musicalisches durch Zeilenumbruch, wesentlich kleineren Schriftgrad und Verzicht auf Initiale deutlich abgesetzt ist, weist das Werk als Widmungsgabe aus. Die Widmung galt, wie im Anschluss an den Titel auch ausgesprochen, selbstverständlich dem preußischen König. Ob Bach dafür vom preußischen Hof irgendeine Anerkennung erfuhr, ist nicht bekannt. Ende September lag die Sammlung im Druck vor. Die meisten der 200 Exemplare verteilte Bach „an gute Freünde gratis“, die übrigen wurden für 1 Taler das Stück verkauft.

## Das „Königliche Thema“ (Thema regium)
Wie zahllose barocke Mollthemen beginnt dieses Thema mit dem Tonika-Dreiklang, fügt die Sexte hinzu und fällt von dort um eine verminderte Septime in den unteren Leitton. Eine eigene Charakteristik erhält es anschließend durch die absteigende chromatische Tonleiter vor der Schlusskadenz. Diese Chromatik macht jede Form von Engführung unmöglich, was die kontrapunktische Verwendbarkeit deutlich einschränkt.

Friedrich II. von Preußen: Thema des Musikalischen Opfers (möglicherweise von J. S. Bach modifiziert)

In seiner Widmung an Friedrich II. beschreibt Bach die Herkunft des „Königlichen Themas“ wie auch Anlass und Ziel des gesamten Werks:

„Allergnädigster König, Ew. Majestät weyhe hiermit in tiefster Unterthänigkeit ein Musicalisches Opfer, dessen edelster Theil von Deroselben hoher Hand selbst herrühret. Mit einem ehrfurchtsvollen Vergnügen erinnere ich mich annoch der ganz besondern Königlichen Gnade, da vor einiger Zeit, bey meiner Anwesenheit in Potsdam, Ew. Majestät selbst, ein Thema zu einer Fuge auf dem Clavier mir vorzuspielen geruheten, und zugleich allergnädigst auferlegten, solches alsobald in Deroselben höchsten Gegenwart auszuführen. Ew. Majestät Befehl zu gehorchen, war meine unterthänigste Schuldigkeit. Ich bemerkte aber gar bald, daß wegen Mangels nöthiger Vorbereitung, die Ausführung nicht so gerathen wollte, als es ein so treffliches Thema erforderte. Ich fassete demnach den Entschluß, und machte mich sogleich anheischig, dieses recht Königliche Thema vollkommender auszuarbeiten, und sodann der Welt bekannt zu machen. [...] Ich erkühne mich dieses unterthänigste Bitten hinzuzufügen: Ew. Majestät geruhen gegenwärtige wenige Arbeit mit einer genädigen Aufnahme zu würdigen, und Deroselben allerhöchste Königliche Gnade noch fernerweit zu gönnen.“

Wer das „Königliche Thema“ komponiert hat, ist unklar. Der Komponist und Musiktheoretiker Arnold Schönberg vermutete, an Friedrichs Hof habe allein Bachs eigener Sohn Carl Philipp Emanuel die nötigen Kenntnisse des Kontrapunktes besessen, um eine derart komplizierte musikalische Figur zu entwickeln. Für diese These finden sich jedoch keine unmittelbaren Quellenbelege.

## Das Stichwort Ricercar
Kernstücke der Sammlung sind zwei großangelegte kontrapunktische Stücke für Cembalo, die Bach mit dem Namen Ricercar überschrieb. Dazu enthält das Werk eine Zwischenüberschrift, die diesen Namen als ein Wortspiel interpretiert:
Regis Iussu Cantio Et Reliqua Canonica Arte Resoluta

(„Auf Geheiß des Königs die Melodie und der Rest durch kanonische Kunst erfüllt“)
Die Anfangsbuchstaben ergeben als Akrostichon das Wort RICERCAR. Die musikalische Form des Ricercar gilt als eine der Vorformen der Fuge; bei Bach taucht die Bezeichnung nur an dieser Stelle auf.

## Die einzelnen Teile

### Dreistimmiges Ricercar
Das dreistimmige Ricercar wirkt recht frei komponiert, mit deutlich improvisatorischen Zügen. Obwohl Bach keine ausdrückliche Instrumentenangabe beifügt, wird dieser Satz allgemein als Cembalowerk akzeptiert, da er vollständig mit zwei Händen spielbar ist. Auffällig ist an zwei Stellen die unmotiviert auftretende Triolenbewegung – besonders, da sie sogleich wieder verlassen wird. Da dies keine Parallelen in Bachs übrigem Werk hat, vermutete bereits Albert Schweitzer, dass es sich bei dem Satz um eine Transkription der Originalimprovisation handelt, die Bach anschließend aus dem Gedächtnis niederschrieb. Einige Passagen werden später auf anderer Tonstufe wiederholt, so dass der Satz mehr Ähnlichkeit mit manchen Chorfugen Bachs besitzt als mit anderen Cembalofugen.

### Canon perpetuus
Die Mittelstimme bringt das Originalthema nach Art eines Cantus firmus, zwei andere Stimmen bilden einen Kanon in der Doppeloktav. Der Titel („ewiger Kanon“) spielt darauf an, dass Bach eine Wiederholung notierte, aber das Ende nicht markierte, so dass die Spieler selbst einen geeigneten Schlusspunkt finden müssen. Der kurze Satz ist auf einem Cembalo mit zwei Händen nicht spielbar, wohl aber mit einem zusätzlichen Instrument oder durch das Instrumentarium der Triosonate.

### Canones diversi
Die Partitur fügt hier den Halbsatz super Thema Regium (deutsch „über das königliche Thema“) hinzu. Es sind fünf Kanons, die das Originalthema mit unterschiedlichen Kontrasubjekten kombinieren.
1. Canon a 2: Das Partiturbild deutet an, dass die einstimmig notierte Linie dieses Kanons zugleich rückwärts gespielt werden soll (Krebskanon), beginnend auf dem gleichen Ton. Die Linie besteht in der ersten Hälfte aus dem Thema und danach aus einem freien Kontrapunkt. Man wird den Satz vom Cembalo oder von zwei gleichen oder ähnlichen Instrumenten spielen lassen, etwa von Flöte und Violine.

Während dieser Kanon nur eine zweite Stimme hinzufügt, sind die folgenden vier dreistimmig: Hier spielt immer eine Stimme das Thema, und eine zweite fügt ein freies Kontrasubjekt hinzu, dem die dritte Stimme dann im Kanon folgt. Auch hier enthält die Partitur Wiederholungszeichen, und Bach notiert das Ende nicht.
1. a 2 Violini in unisono: Wieder zwei Stimmen, die kanonisch dem Cantus firmus hinzugefügt wurden und die, wie die Partitur erwähnt, auf dem gleichen Ton beginnen (in unisono). In diesem Fall schreibt die Partitur auch die Besetzung vor: zwei Violinen, dazu eine Bassstimme (beispielsweise ein Violoncello) mit dem Thema des Königs.
2. a 2 – Per motum contrarium: Die beiden hinzugesetzten Stimmen sollen in Gegenbewegung laufen, die zweite also die Intervalle der ersten umkehren. Die Schlüssel der Partitur verdeutlichen die Anfangstöne und Intervalle. Hinzu kommt – als dritte Stimme – das Thema in der Oberstimme.
3. a 2 – Per augmentationem, contrario motu: In der Vergrößerung, in Gegenbewegung. Die zweite Stimme soll also im halben Tempo spielen und dabei wieder die Intervalle umkehren. Natürlich müssen erste Kanonstimme und Cantus firmus zweimal gespielt werden, bis die zweite Stimme mit ihrem Part einmal zum Ende gekommen ist. Um dies hörbar zu machen, hat Bach viele charakteristische, ausgeschriebene Verzierungen eingearbeitet, die der Hörer dann in der anderen Stimme im langsamen Tempo wiederfindet. Entsprechend ist auch das Originalthema mit Verzierungen versehen. Möglicherweise spielt der Satz auf die Einleitung einer französischen Ouverture an und wäre so eine auffällige Parallele zu Contrapunctus 6 der Kunst der Fuge, der ebenfalls die Themenvergrößerung einführt. – In dem Exemplar, das er dem König sandte, fügte Bach zu diesem Kanon handschriftlich hinzu: „Notulis crescentibus crescat Fortuna Regis.“ („Mit den wachsenden kleinen Noten[werten] wachse auch das Glück des Königs“).
4. a 2: Bach hat hier die Dreiklangstöne des Themas ab der Terz chromatisch aufgefüllt, so dass der gesamte Satz durch auf- und absteigende chromatische Tonleitern geprägt ist. Dies verschleiert die Finesse des Satzes: Er moduliert unauffällig, so dass jede nächste Wiederholung einen Ganzton höher beginnen muss. Der Titel der Druckausgabe weist nicht darauf hin; heutige Ausgaben ergänzen meist „per tonos“ („durch die Tonarten“); dies geht wohl auf Kirnberger zurück. Bach schrieb in die Widmungspartitur für den König: „Ascendenteque Modulatione ascendat Gloria Regis.“ („…und mit der aufsteigenden Modulation steige der Ruhm des Königs“).

### Fuga canonicain Epidiapente
Hier wird das Thema weitergesponnen und kann selbst im Kanon gespielt werden: Die zweite Stimme beginnt – wie Schlüssel und Titel anzeigen – eine Quinte höher. Im späteren Verlauf kommt das Thema dann ein weiteres Mal vor – eine Quinte tiefer, so dass es im Kanon dann wieder in der Grundtonart des Werks auftritt. Nach den bisherigen knappen und strengen Kanons enthält dieser Satz auch längere Zwischenspiele und führt so eine gewisse spielerische Leichtigkeit ein.
Hinzugefügt hat Bach eine bewegte Bassstimme, die das Thema erst kurz vor Schluss selbst aufnimmt. Derartige zunächst unthematische Bassstimmen setzt Bach in Fugen nur ein, wenn es sich um ein Ensemblewerk handelt, niemals in Fugen für Cembalo oder Orgel; Beispiele finden sich in den Brandenburgischen Konzerten 2, 4 und 5. Auch dies könnte ein Indiz dafür sein, dass Bach hier an eine Ausführung durch Instrumente dachte.

### Sechsstimmiges Ricercar
Das sechsstimmige Ricercar präsentiert zwar zu Beginn nach Art einer Fugenexposition das Thema nacheinander in allen sechs Stimmen, führt danach aber immer neue Motive ein und lässt das Grundthema nur noch in größeren Abständen quasi als Cantus firmus im Hintergrund auftreten. Der damalige Leser verband mit dem Begriff Ricercar eine historische und schon ehrwürdige Form; diese Assoziation an einen Stile antico verstärkt Bach im sechsstimmigen Ricercar noch durch die Notation in altertümlichen großen Notenwerten und (in der Druckversion) 4/2-Takt, wie häufig in seinem Spätwerk.
Dieser Satz ist als einziger auch in Bachs Handschrift erhalten – dort auf zwei Systemen notiert, in der Druckausgabe als sechsstimmige Partitur. Die Partiturnotation von Musik für ein Tasteninstrument war im achtzehnten Jahrhundert nicht ungewöhnlich und liegt für ein Werk mit einem derart stark theoretischen Aspekt nahe. Dennoch zeigt die konsequente Beschränkung auf das mit zwei Händen Greifbare deutlich, dass es sich um eine Komposition für Cembalo handelt, wie Bach es dem König versprochen hatte.

### Canon à 2 und à 4
Hier folgen zwei weitere Kanons. „Sucht, und ihr werdet finden“, zitiert der Untertitel des ersten die Bergpredigt. In den vorangegangenen Kanons hatte Bach sowohl die Schlüssel mitgeliefert, in denen die Noten zu lesen sind, als auch die Stellen markiert, wo die nächste Stimme einsetzt. In beiden Kanons sind nur die Schlüssel vorgezeichnet, nicht aber die Einsatzstellen – diese muss der Spieler (oder die Person, die das Notenmaterial vorbereitet) selbst finden. Das Thema verwendet wieder eine ähnliche chromatische Auffüllung wie im letzten Kanon unmittelbar vor der Fuga canonica.
Der einzige vierstimmige Kanon der Sammlung ist ebenfalls ein Rätselkanon. Das Thema variiert das königliche Thema weiter, indem es zu Beginn die Dreiklangstöne zu einer diatonischen Tonleiter ausfüllt und die Töne der absteigenden Chromatik mit einem Auftakt aus drei Noten versieht. Durch seinen charakteristischen Sprung der verminderten Septime bleibt es dennoch erkennbar. Wie die Schlüssel zeigen, sollte er in der Doppeloktave gespielt werden, aber wieder muss der Spieler (oder Arrangeur) die Einsatzstellen selbst finden. Übrigens hat Bachs Schüler Johann Philipp Kirnberger Lösungen für diese Kanons in seinem Buch Die Kunst des reinen Satzes in der Musik geliefert.

### Triosonate
Zum Abschluss folgt eine Triosonate für Flauto Traverso, Violine und Basso continuo, die der Form der Kirchensonate folgt – sie hat also vier Sätze in der Folge langsam – schnell – langsam (in der Paralleltonart) – schnell. Bach fügt abschließend wieder einen unendlichen Kanon hinzu.
1. Largo 3/4 c-Moll
2. Allegro 2/4 c-Moll
3. Andante c Es-Dur
4. Allegro 6/8 c-Moll
5. Canone perpetuo c-Moll

Der Stil orientiert sich deutlich an der Musik, die der König schätzte; sie übernimmt viele Elemente des musikalischen Stils, den Johann Joachim Quantz und der König selbst am Hof vertraten. Dies kann auch der heutige Hörer an den geradezu endlosen Ketten von Seufzermotiven in der zweiten Hälfte des dritten Satzes deutlich nachvollziehen. Bach verbindet diesen Stil mit der ständigen dichten Imitation und ausgedehnten Chromatik, für die er bekannt war und die der König mit seiner Aufgabe herausgefordert hatte.
Das Thema wird an vielen Stellen nur leicht angedeutet (wie etwa im ersten Satz in den ersten Noten des Basses oder im Oberstimmenthema zu Beginn des zweiten Satzes), tritt aber ebenso häufig wie eine Art Choral in langen Notenwerten unter dichten Konfigurationen hervor. Deutlich wird das Thema auch im abschließenden fünften Satz, einem Umkehrkanon, in dem Bach wieder darauf verzichtet, das Ende zu markieren (der Titel bedeutet „ewiger Kanon“) – die Spieler werden es selbst finden müssen.

## Gesamtform
Das Werk ist eine eher lose Sammlung aus einerseits mehr theoretisch orientierten Abschnitten (den Kanons), den beiden Solosätzen für Cembalo (der ursprünglichen Improvisation und der Lösung der gestellten Aufgabe) sowie kammermusikalischem Material für den König als praktischen Musiker (der Sonate und der Fuga Canonica). Bach wird sich wohl nicht vorgestellt haben, das Werk als Ganzes aufzuführen. Da die Partiturseiten nicht nummeriert sind und die Partitur nicht in gebundener Form, sondern in losen vierseitigen Lagen überliefert ist, ist an der intendierten Reihenfolge oft gezweifelt worden; dennoch liegt die oben aufgeführte Folge am nächsten.
Folgt man ihr, so ist die Sammlung zweiteilig: Jeder dieser Teile beginnt mit einem Cembalosolo, lässt dann eine musiktheoretische Übung in Form einer Anzahl von Kanons folgen und endet mit Kammermusik – der erste Teil umfasst also das dreistimmige Ricercar, die meisten Kanons und endet mit der Fuga Canonica; der zweite Teil fängt mit dem sechsstimmigen Ricercar an, bringt zwei Rätselkanons und endet mit der fünfsätzigen Triosonate. Dieser Aufbau wirkt recht logisch. Der zweite Teil führt planvoll den Anspruch des ersten Teils weiter – der Cembalosatz wird schwieriger, für den theoretischen Teil liefert Bach die Lösungen nicht mehr, und die Triosonate ist eine größere spielerische Herausforderung.
Dagegen vertritt Ursula Kirkendale die Meinung, die Formprobleme ließen sich aufgrund eines von ihr entdeckten literarischen Modells lösen. Dabei handelt es sich um die Bücher IV–VI der Institutio oratoria des römischen Rhetoriklehrers Quintilian (35–ca. 100), welche die verschiedenen Teile der Gerichtsrede behandeln. Bachs Komposition lasse sich in ihren Teilen exakt mit den Abschnitten Quintilians in Beziehung setzen. Das Ergebnis des Vergleichs führe zur Bestätigung der oben angeführten, von Philipp Spitta vorgenommenen Anordnung der Teile, der aber ohne Kenntnis der Quelle die Sinnhaftigkeit dieser Anordnung nicht habe verstehen können. Sämtliche anderen davon abweichenden Vorschläge zur Anordnung der Teile, auch die der seinerzeit maßgeblichen kritischen Edition von Christian Wolff, hätten damit als widerlegt zu gelten. Bei Bachs Musikalischem Opfer handle es sich demnach um eine Umsetzung der Anweisungen des Rhetoriklehrers in das Medium der Musik, das von Bach, wie zuvor schon beispielsweise von Gallus Dreßler, Johann Mattheson und Girolamo Frescobaldi, als eine Art Sprache verstanden und deshalb denselben Regeln unterworfen werde. Die Einheit der Komposition ergebe sich aus derjenigen der absichtsvoll verborgen gehaltenen, von zeitgenössischen Kennern des verbreiteten Lehrbuchs aber durchaus aufzuspürenden literarischen Vorlage. Ihr Anspruch beruhe auf deren Klassizität und kanonischem Rang und damit darauf, jener im Medium der Musik ein Äquivalent von eigenem Rang gegenübergestellt zu haben.

## Bearbeitungen (Auswahl)

### Gesamtwerk
- 1933: Heinrich Besseler richtete das Werk für das Heidelberger Musikwissenschaftliche Institut ein; Aufführung durch Wolfgang Fortner.[12]
- 1937: Roger Vuataz schuf mehrere Fassungen für Gruppen aus Holzbläsern, Streichern und Cembalo (solistisch oder als Orchester); Hermann Scherchen führte die Orchesterbearbeitungen mehrfach auf.
- 1949/50: Igor Markevitch bearbeitete das Werk für Quartett (Violine, Flöte, Violoncello, Cembalo) und drei Orchestergruppen.
- 1964: Hermann Scherchen legte eine Einspielung einer eigenen Version vor.[13]

### Einzelsätze
- 1935: Uraufführung von Anton Weberns zwischen Mitte November 1934 und Anfang Februar 1935 entstandener Bearbeitung des Ricercar a 6 für Orchester. In dieser Transkription löst Webern die musikalischen Linien in kleine Bestandteile auf, die weitgehend aus wenigen Tönen und manchmal nur aus einem einzelnen Ton bestehen, und teilt sie unterschiedlichen Instrumenten zu – ein Verfahren, das Arnold Schönbergs Komposition von Klangfarbenmelodien ähnelt, aber eher einen Klangfarbenwechsel melodischer Tonfolgen zur Verdeutlichung und Interpretation der Satzstruktur darstellt.[14][15][16]
- 1955: Das Modern Jazz Quartet verwendete den Kanon a 2 Violini in unisono in seiner Aufnahme von Softly, as in a Morning Sunrise als Introduktion.

### Thema regium
- 1976: Isang Yun schrieb ein umfangreiches, virtuoses Violinsolo (Königliches Thema) über das Thema regium.
- 1981: Sofia Gubaidulina verwendete in ihrem Violinkonzert Offertorium das Thema regium und veränderte es, bis es einer russisch-orthodoxen Hymne ähnelte.

## Trivia
- Douglas Richard Hofstadter verwendete in seinem Buch Gödel, Escher, Bach (1979) einige Beispiele aus dem Musikalischen Opfer, um Selbstbezüglichkeit zu illustrieren. Hofstadters Buch ist „ein kontrapunktisch gestaltetes Werk, komponiert nach den formalen Schemata des ‚Musikalischen Opfers‘ und der ‚Kunst der Fuge‘ von Johann Sebastian Bach“.[17]
- Bachs Besuch beim König der Preußen im Jahr 1747 ist das Thema des Spielfilms Mein Name ist Bach (2003) von Dominique de Rivaz mit den Darstellern Vadim Glowna (Bach) und Jürgen Vogel (Friedrich II.). Der Film wurde mit dem Schweizer Filmpreis ausgezeichnet.